# Corpo forestale della Regione autonoma Friuli-Venezia Giulia
Il Corpo forestale della Regione autonoma Friuli Venezia Giulia (Cuarp Forestâl de Regjon autonome Friûl Vignesie Julie in friulano, Gozdarska policija Avtonomne dežele Furlanija Julijska Krajina in sloveno, Landesforstdienst der Autonome Region Friaul Julisch Venetien in tedesco) è un corpo tecnico con funzioni di polizia, dipendente dall'assessorato alle risorse agroalimentari, forestali e ittiche della Regione autonoma Friuli Venezia Giulia istituito con la Legge Regionale 10 novembre 1969, n. 36.

## Storia
Come previsto dallo Statuto speciale del 1963, la Regione autonoma Friuli Venezia Giulia con la L.R. 36/1969, seguita poi dalle altre Regioni autonome (Sardegna, Sicilia, Valle d'Aosta, province autonome di Trento e Bolzano) ha istituito un Corpo forestale autonomo, che operava in ambito territoriale regionale congiuntamente al Corpo forestale dello Stato.
Con la promulgazione della legge 7 agosto 2015, n. 124 (c.d. legge Madìa) e del decreto legislativo n. 177 del 19 agosto 2016 in materia di razionalizzazione delle funzioni di polizia, c'è stato l’assorbimento del personale e delle funzioni del Corpo forestale dello Stato (CFS) prevalentemente nell'Arma dei Carabinieri.
Ciò non è avvenuto per i Corpi forestali delle Regioni e Province autonome. Infatti, le attribuzioni proprie del Corpo forestale del Friuli Venezia Giulia e dei Corpi forestali delle Regioni e Province autonome sono confermate esplicitamente nella legge 7 agosto 2015, n. 124 (Deleghe al Governo in materia di riorganizzazione delle amministrazioni pubbliche), che all’articolo 8, comma 7, stabilisce espressamente che:
"7. Nei territori delle regioni a statuto speciale e delle province autonome di Trento e di Bolzano restano ferme tutte le attribuzioni spettanti ai rispettivi Corpi forestali regionali e provinciali, anche con riferimento alle funzioni di pubblica sicurezza e di polizia giudiziaria, secondo la disciplina vigente in materia e salve le diverse determinazioni organizzative, da assumere con norme di attuazione degli statuti speciali, che comunque garantiscano il coordinamento in sede nazionale delle funzioni di polizia di tutela dell'ambiente, del territorio e del mare, nonché la sicurezza e i controlli nel settore agroalimentare..."
In attuazione della Legge Regionale 12 dicembre 2014, n. 26, sono stati trasferiti al Corpo forestale regionale le funzioni in materia di polizia ambientale delle soppresse Province di Trieste, Gorizia, Udine e Pordenone e il personale di polizia provinciale.

## Competenze
Al personale del Corpo forestale regionale è attribuita la qualifica di ufficiali e agenti di polizia giudiziaria in quanto incaricati della ricerca e dell'accertamento degli illeciti e dei reati previsti dalle leggi e dai decreti vigenti in materia di foreste, caccia, pesca, ambiente, protezione della natura. Altre diverse competenze possono essere attribuite con Legge regionale. Il personale del Corpo riveste anche la qualifica di Agente di Pubblica Sicurezza e può essere impiegato per attività di Ordine Pubblico.
Le funzioni del Corpo forestale regionale è diviso in quattro settori principali di attività: 
- Vigilanza e prevenzione in materia di illeciti ambientali;
- Prevenzione e lotta agli incendi boschivi in collaborazione con la Protezione Civile della Regione;
- Promozione, divulgazione e didattica in ambito forestale e ambientale;
- Attività tecnico-amministrative nel settore forestale e ambientale in attuazione delle direttive degli Ispettorati.

Le principali materie di competenza sono quindi: 
- Cambiamenti colturali e vincolo idrogeologico
- Utilizzazioni boschive e trasformazione del bosco
- Attività estrattive
- Benessere animale
- Caccia e aucupio
- Pesca acque interne e molluschicoltura
- Censimenti e monitoraggi faunistici
- Commercio illegale di fauna
- Rifiuti ed inquinamenti
- Percorsi fuoristrada
- Polizia idraulica e controllo acque
- Raccolta funghi
- Fauna e flora protetta
- Organismi geneticamente modificati
- Aree protette (Parchi, Riserve, Biotopi e Rete Natura 2000)
- Incendi ed abbruciamenti
- Polizia urbanistica negli ambienti naturali e paranaturali
- Monitoraggio fitosanitario
- Vigilanza e soccorso sulle piste da sci
- Didattica forestale ed ambientale
- Rilievi neve e valanghe per la redazione del relativo bollettino
- Squadra AIB per la sicurezza in ambiente impervio
- Collaborazioni con altri Enti o Forze di Polizia per la ricerca dispersi in montagna
- Segnalazione dissesti idrogeologici e sullo stato delle opere di regimazione idraulica
- Controllo sentieristica
- Attività di Protezione civile in occasione di eventi calamitosi.

## Nuclei specializzati
Il Corpo è formato da 262 unità, dotate di funzioni di pubblica sicurezza e polizia giudiziaria, suddiviso nelle varie qualifiche, oltre al personale amministrativo e tecnico che presta servizio presso le sedi centrali e periferiche. Tale personale viene assunto esclusivamente attraverso concorso pubblico. Il Corpo si avvale di 4 Ispettorati, ciascuno dei quali coordina le attività istituzionali del Corpo, ivi inclusi i distaccamenti forestali, nell'ambito territoriale assegnato.
Oltre alle attività ordinarie e alle competenze proprie, il Corpo dispone di diverse specialità:
- Nucleo Operativo per l'Attività di Vigilanza Ambientale (NOAVA), struttura specialistica di riferimento per le attività di vigilanza in materia ambientale, controllo su strada dei veicoli per il trasporto rifiuti, gestione terre e rocce da scavo, accertamenti in materia di scarichi e gestione rifiuti in impianti industriali. Dal 2022 è incardinato sotto la Direzione centrale difesa dell'ambiente, energia e sviluppo sostenibile.  Coordinatore: Claudio Freddi
- Struttura stabile per la vigilanza venatoria e il contrasto al bracconaggio (con sede a Pagnacco UD), svolge attività di indagine di iniziativa o su delega dell’Autorità Giudiziaria per il contrasto del bracconaggio, dell'uccellagione, e del traffico e detenzione illecita di fauna selvatica. Coordinatore: Claudio Tomasi
- Centro Didattico Naturalistico (CDN) di Basovizza (TS), riferimento per gli interventi di sviluppo, protezione e valorizzazione del patrimonio naturale e forestale ai fini della divulgazione didattica dei valori ambientali, naturalistici ed escursionistici. Coordinatore: Roberto Valenti
- Struttura stabile centrale per l'attività di monitoraggio del manto nevoso e del rilievo dei fenomeni valanghivi, che coordina ed effettua le attività di prevenzione del pericolo di valanghe sul territorio montano della Regione;
- Struttura stabile per l’attività di prevenzione e organizzazione della lotta agli incendi boschivi, che opera per l'attuazione del Piano regionale di difesa del patrimonio forestale dagli incendi boschivi.

## Organizzazione
Il Corpo Forestale Regionale fa parte della Direzione centrale risorse agroalimentari, forestali e ittiche della Regione Autonoma Friuli Venezia Giulia.

### Direzione centrale risorse agroalimentari, forestali e ittiche
- Il Corpo Forestale regionale (CFR) è l’Unità operativa specialistica cui è preposto il Comandante del Corpo Forestale Regionale e alle cui dipendenze operano gli Ispettorati forestali. Il Comandante del Corpo Forestale Regionale svolge funzioni di pianificazione, indirizzo, coordinamento e supervisione delle attività degli Ispettorati forestali; con riferimento alle materie che rientrano nell’ambito della specifica competenza tecnica o amministrativa dei Servizi della Direzione centrale o di altre strutture regionali, assicura una funzione di coordinamento tra i Servizi, le strutture medesime e gli Ispettorati forestali al fine di garantirne l’unitarietà e l’omogeneità d’azione.[3]
- Servizio foreste.[4]
- Servizio sistemazioni idraulico-forestali, irrigazione e bonifica.[5]
- Servizio caccia e risorse ittiche.[6]
- Servizio biodiversità.[7]

### Strutture territoriali: 4 ispettorati forestali e 28 stazioni
- Ispettorati forestali
  - Trieste e Gorizia
  - Udine
  - Tolmezzo
  - Pordenone
- Stazioni forestali

| Ispettorato forestale di Trieste e Gorizia Sede principale: Via Cesare Cantù, 10 - Trieste Sede secondaria: Via Roma, 7 - Gorizia Direttore: dott. Paolo Benedetti | Ispettorato forestale di Trieste e Gorizia Sede principale: Via Cesare Cantù, 10 - Trieste Sede secondaria: Via Roma, 7 - Gorizia Direttore: dott. Paolo Benedetti |
| --- | --- |
| Trieste Indirizzo: Via di Basovizza, 30/3 - Trieste Coordinatore: Massimo Visintin                                                                                 | Monrupino, Muggia, San Dorligo della Valle, Trieste (parte) |
| Duino Aurisina Indirizzo: Vicolo Forestale, 78/e - Duino Aurisina (TS) Coordinatore: Maurizio Rozza                                                                | Duino Aurisina, Sgonico, Trieste (parte) |
| Gorizia Indirizzo: Via Ospitale, 2b - Gorizia Coordinatore: Stefano Visintin                                                                                       | Capriva del Friuli, Cormons, Dolegna del Collio, Farra d'Isonzo, Gorizia, Gradisca d'Isonzo, Mariano del Friuli, Medea, Moraro, Mossa, Romans d'Isonzo, Sagrado, San Floriano del Collio, San Lorenzo Isontino, Savogna d'Isonzo, Villesse |
| Monfalcone Indirizzo: Via Bressani, 23 - Gradisca d'Isonzo (GO) Coordinatore: Nevio Vanone                                                                         | Doberdò del Lago, Fogliano Redipuglia, Grado, Monfalcone, Ronchi dei Legionari, San Canzian d'Isonzo, San Pier d'Isonzo, Staranzano, Turriaco |
| Ispettorato forestale di Udine Sede: Via Sabbadini, 31 - Udine Direttore: dott. for. Massimo Stroppa                                                               | |
| Attimis Indirizzo: Via Cividale, 6 - Attimis (UD) Coordinatore: Luigi Barbana                                                                                      | Attimis, Faedis, Nimis, Povoletto, Reana del Rojale, Taipana (parte) |
| Cervignano del Friuli Indirizzo: Via Patriarca Ramazzotti, 16 - Cervignano del Friuli (UD) Coordinatore: Ernesta Antoniutti                                        | Aquileia, Aiello, Bagnaria Arsa, Campolongo Tapogliano, Carlino, Castions di Strada, Cervignano del Friuli, Fiumicello Villa Vicentina, Gonars, Latisana, Lignano Sabbiadoro, Marano Lagunare, Muzzana del Turgnano, Palmanova, Palazzolo dello Stella, Pocenia, Porpetto, Precenicco, Rivignano Teor, Ronchis, Ruda, San Giorgio di Nogaro, San Vito al Torre, Terzo d'Aquileia, Torviscosa, Varmo, Visco |
| Cividale del Friuli Indirizzo: Viale Libertà, 144 - Cividale del Friuli (UD) Coordinatore:                                                                         | Cividale del Friuli, Drenchia, Grimacco, Moimacco, Premariacco, Prepotto, Pulfero, Savogna, San Leonardo, San Pietro al Natisone, Savogna, Stregna, Torreano |
| Coseano Indirizzo: Via Caporiacco - Oasi dei Quadris - Fagagna (UD) Coordinatore:                                                                                  | Bertiolo, Camino al Tagliamento, Codroipo, Coseano, Dignano, Fagagna, Flaibano, Maiano, Mereto di Tomba, Ragogna, Rive d'Arcano, San Daniele del Friuli, San Vito di Fagagna, Sedegliano, Talmassons |
| Gemona del Friuli Indirizzo: Via Trasaghis, 86 - Gemona del Friuli (UD) Coordinatore: Gianluca Mazzolini                                                           | Artegna, Bordano, Buia, Forgaria nel Friuli, Gemona del Friuli, Montenars (parte), Osoppo, Trasaghis, Venzone |
| Tarcento Indirizzo: Via Matteotti, 36 - Tarcento (UD) Coordinatore: Marco Gardel                                                                                   | Cassacco, Colloredo di Monte Albano, Lusevera, Magnano in Riviera, Montenars (parte), Moruzzo, Pagnacco, Taipana (parte), Tarcento, Treppo Grande, Tricesimo |
| Udine Indirizzo: Via Longarone, 38 - Udine Coordinatore: Fabrizio Mores                                                                                            | Basiliano, Bicinicco, Buttrio, Campoformido, Chiopris-Viscone, Corno di Rosazzo, Lestizza, Manzano, Martignacco, Mortegliano, Pasian di Prato, Pavia di Udine, Pozzuolo del Friuli, Pradamano, Remanzacco, Santa Maria la Longa, San Giovanni al Natisone, Tavagnacco, Trivignano Udinese, Udine |
| Ispettorato forestale di Tolmezzo Sede: Via Jacopo Linussio, 2 - Tolmezzo (UD) Direttore: dott. Emilio Beltrame                                                    | |
| Ampezzo Indirizzo: Via della Maina, 1 - Ampezzo (UD) Coordinatore: Fabio Troiero                                                                                   | Ampezzo, Preone, Sauris, Socchieve |
| Forni Avoltri Indirizzo: Corso Italia, 21 - Forni Avoltri (UD) Coordinatore: Enrico Romanin                                                                        | Forni Avoltri, Comeglians, Rigolato, Sappada |
| Forni di Sopra Indirizzo: Via Nazionale, 214 - Forni di Sopra (UD) Coordinatore: Vito Coradazzi                                                                    | Forni di Sopra (parte), Forni di Sotto (parte) |
| Moggio Udinese Indirizzo: Piazzale Nais, 7 - Moggio Udinese (UD) Coordinatore:                                                                                     | Moggio Udinese (parte), Resiutta |
| Paluzza Indirizzo: Via Monte Tersadia, 40 - Paluzza (UD) Coordinatore: Paolo Stefanutti                                                                            | Cercivento, Paluzza, Ravascletto, Sutrio, Treppo Ligosullo |
| Paularo Indirizzo: Strada di Val, 15/a - Paularo (UD) Coordinatore: Daniele De Stalis                                                                              | Paularo |
| Pontebba Indirizzo: Via Roma, 10 - Pontebba (UD) Coordinatore: Emanuele Calligaris                                                                                 | Chiusaforte, Dogna, Moggio Udinese (parte), Pontebba |
| Resia Indirizzo: Via San Giorgio, 8/a - Resia (UD) Coordinatore: Massimo Pugnetti                                                                                  | Resia |
| Tarvisio Indirizzo: Via delle Segherie, 19 - Tarvisio (UD) Coordinatore: Nello Zandonella                                                                          | Malborghetto Valbruna, Tarvisio |
| Tolmezzo Indirizzo: Via Torre Picotta, 4 - Tolmezzo (UD) Coordinatore: Patrick Candido                                                                             | Amaro, Arta Terme, Cavazzo Carnico, Tolmezzo, Verzegnis, Zuglio |
| Villa Santina Indirizzo: Via Gortani, 18 - Villa Santina (UD) Coordinatore: Flavio Gamberini                                                                       | Enemonzo, Lauco, Ovaro, Prato Carnico, Raveo, Villa Santina |
| Ispettorato forestale di Pordenone Sede: Via Oberdan, 18 - Pordenone Direttore: dott.ssa Maria Linda Fantetti                                                      | |
| Pordenone Indirizzo: Piazza Ospedale Vecchio, 11/a - Pordenone Coordinatore: Corrado Turchet                                                                       | Azzano Decimo, Brugnera, Casarsa della Delizia, Chions, Cordenons, Cordovado, Fiume Veneto, Fontanafredda, Morsano al Tagliamento, Pasiano di Pordenone, Porcia, Pordenone, Prata di Pordenone, Pravisdomini, Roveredo in Piano, Sacile, San Giorgio della Richinvelda, San Martino al Tagliamento, San Quirino, San Vito al Tagliamento, Sesto al Reghena, Valvasone Arzene, Zoppola                      |
| Maniago Indirizzo: Via Montenegro, 47 - Maniago (PN) Coordinatore: Marco Pradella                                                                                  | Arba, Cavasso Nuovo, Fanna, Frisanco, Maniago, Meduno, Tramonti di Sopra, Tramonti di Sotto (parte), Vajont, Vivaro |
| Pinzano al Tagliamento Indirizzo: Borgata Ampiano, 32 - Pinzano al Tagliamento (PN) Coordinatore: Germano Commessatti                                              | Castelnovo del Friuli, Clauzetto, Pinzano al Tagliamento, Sequals, Spilimbergo, Tramonti di Sotto (parte), Travesio, Vito d'Asio |
| Polcenigo Indirizzo: Via Piantuzze, 2 - Polcenigo (PN) Coordinatore: Roberto Bullo                                                                                 | Aviano, Budoia, Caneva, Polcenigo |
| Claut Indirizzo: Via Giordani, 31 - Claut (PN) Coordinatore: Claudio Bucco                                                                                         | Cimolais, Claut, Erto e Casso, Forni di Sopra (parte), Forni di Sotto (parte) |
| Barcis Indirizzo: Via Predaia, 1 - Località Roppe - Barcis (PN) Coordinatore: Nicola Cesco                                                                         | Andreis, Barcis, Montereale Valcellina |